# Aposeris
Aposeris é  género monotípico de plantas herbáceas pertencente à família Asteraceae. A sua única espécie é Aposeris foetida Less., sendo originária dos bosques secos nos Alpes.

## Descrição
São plantas herbáceas perenifólias. Com vários caules. A folhas são todas basais e pinadas. Com a inflorescência em forma de capítulo, solitária. Brácteas involucrais numa fila. Receptáculo plano, sem escamas. Lígulas de cor amarela e aquénios obovóides, 5-angulosos, com papus ausente.

## Taxonomia
O género foi descrito por Noël Martin Joseph de Necker ex Alexandre Henri Gabriel de Cassini e publicado em Dict. Sci. Nat. 48: 427, no ano de 1827

## Galeria

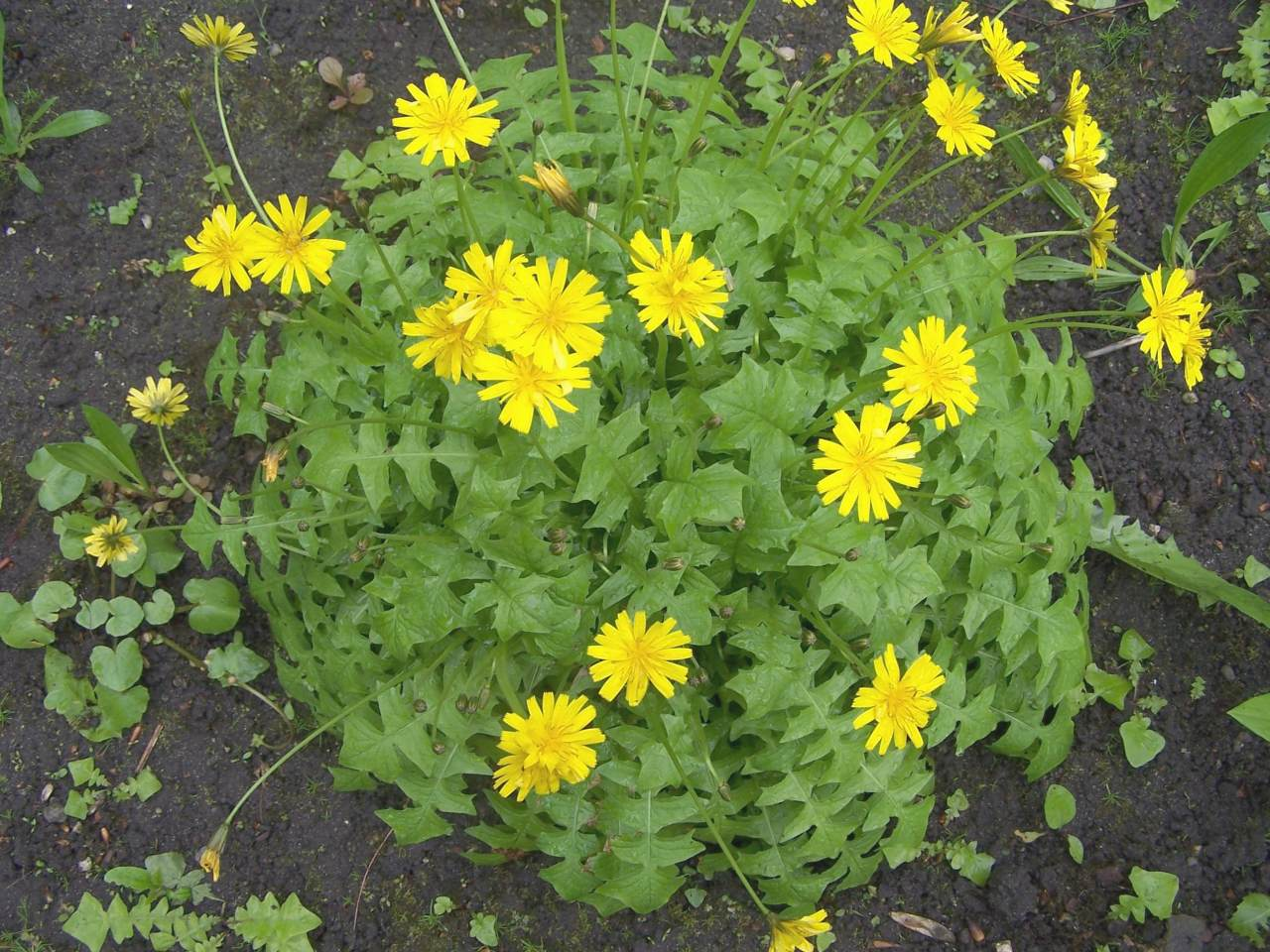
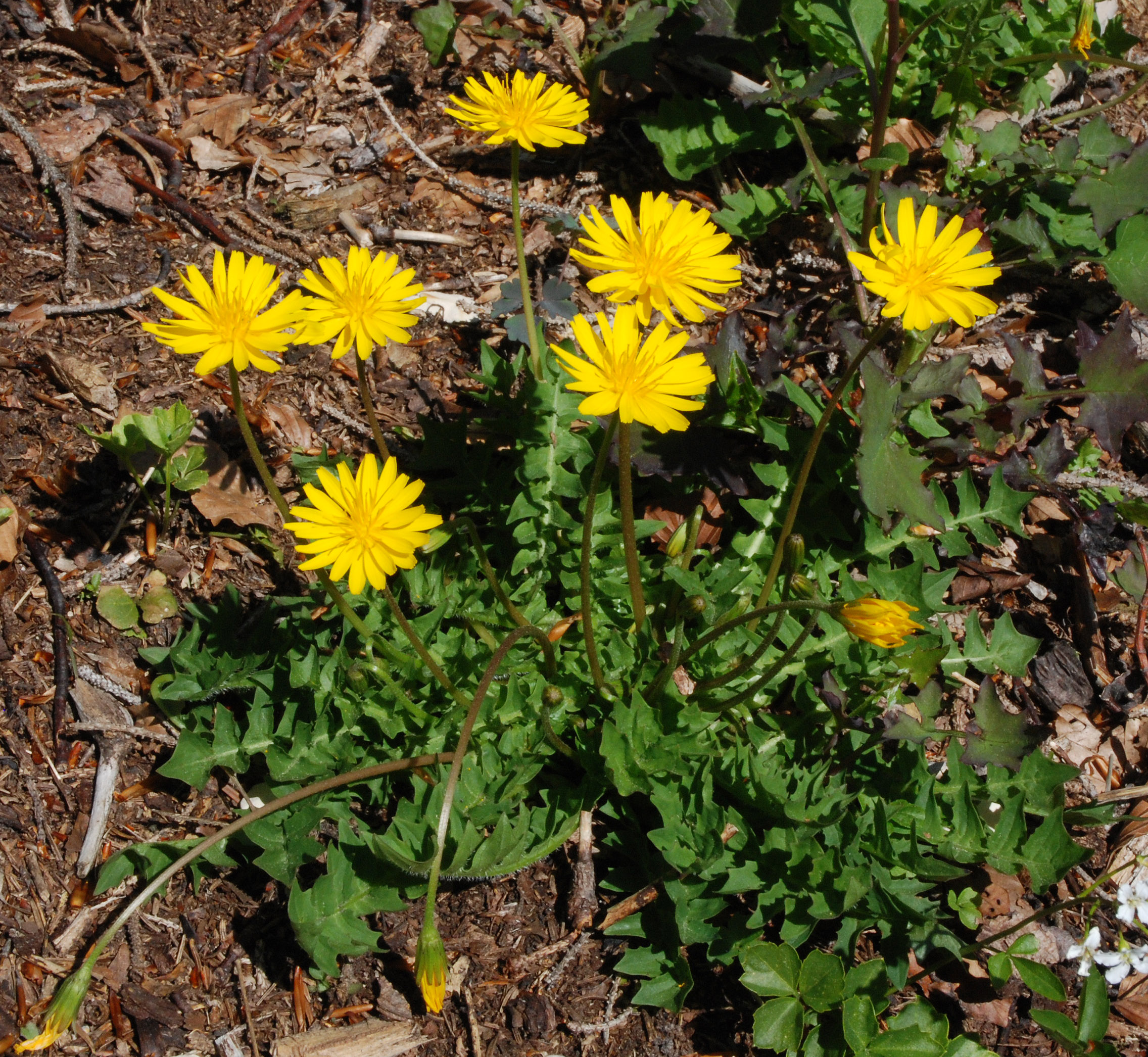
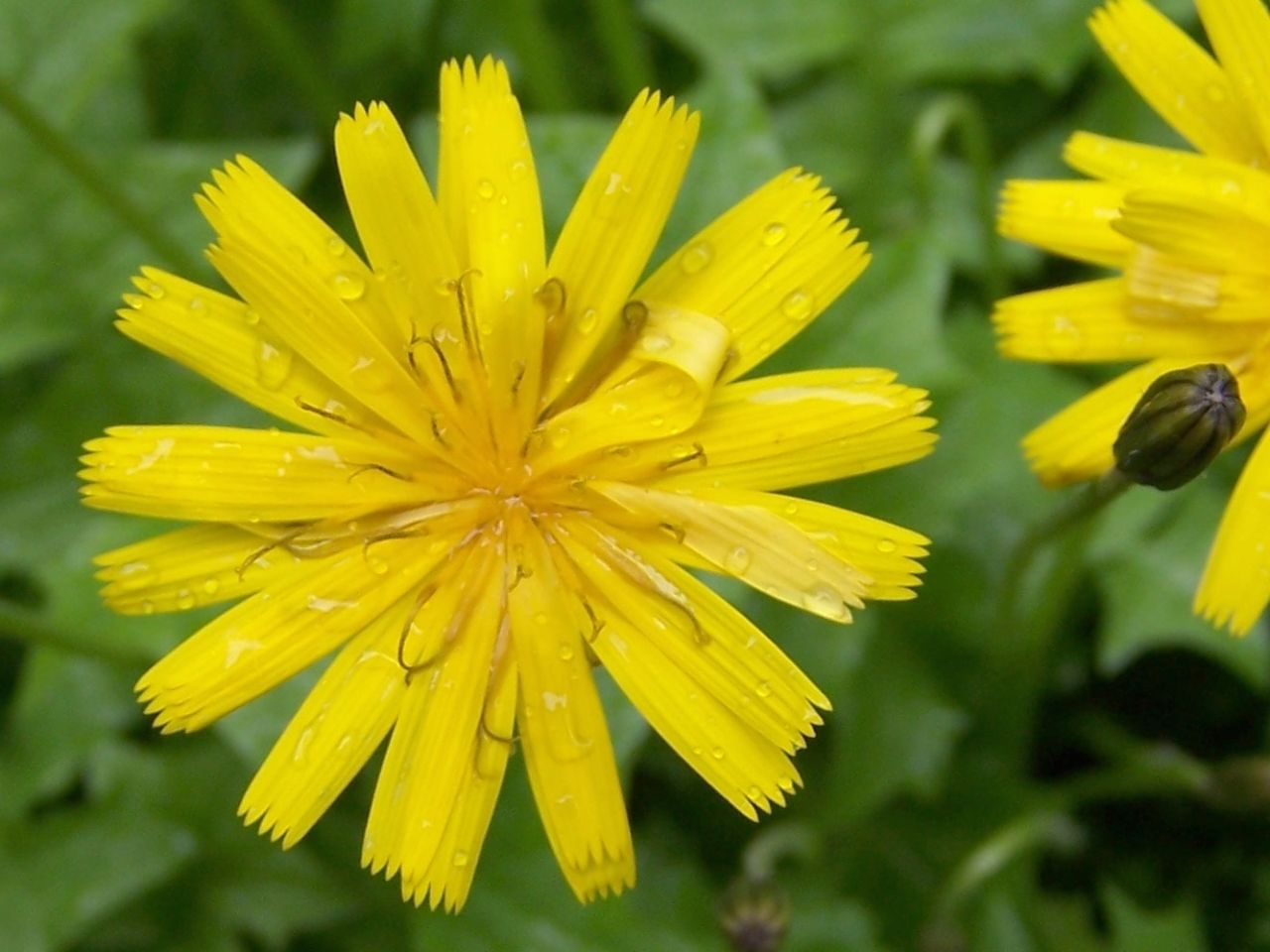